# Станев
Станев (пол. Staniew, нім. Staniewo) — село в Польщі, у гміні Козьмін-Велькопольський Кротошинського повіту Великопольського воєводства.
Населення — 550 осіб (2011).
У 1975-1998 роках село належало до Каліського воєводства.

## Демографія
Демографічна структура станом на 31 березня 2011 року:
|          | Загалом | Допрацездатний вік | Працездатний вік | Постпрацездатний вік |
| -------- | ------- | ------------------ | ---------------- | -------------------- |
| Чоловіки | 277     | 61                 | 193              | 23                   |
| Жінки    | 273     | 61                 | 168              | 44                   |
| Разом    | 550     | 122                | 361              | 67                   |